# سبليرهاوس 2
سبيلرهاوس 2 (بالإنجليزية: Splatterhouse 2)‏ ، هي لعبة فيديو من إنتاج شركة نامكو سنة 1992م، وتدعمها نظام سيجا ميجا درايف ، وأعيد إصدار اللعبة الكلاسيكية من قبل فرتشويل كونسول سنة 2008م.

## قصة اللعبة
برغم من تغيير القصة من وفاة حبيبته وتلاشيها عن الوجود في الجزء الأول من سلسلة سبليرهاوس، وإظهار حبيبته في سبيلرهاوس الجزء الثاني من السلسلة، تعيد القصة من جديد وهي محاصرة من قبل المسوخ، فنهض بطل اللعبة من غيبوبته بواسطة القناع الخارق، وقرر بطل اللعبة العودة إلى المنزل لإنقاذ حبيبته وقتل زعيم الوحوش، وتنتهي القصة بانهيار المنزل وغرقه في البحر.

## وصلات خارجية
رابط معلومات مختصرة عن سبليرهاوس 2.